# 穆爾斯角 (特拉華州)
穆爾斯角（英語：Moores Corner）是位於美國特拉華州肯特縣的一個非建制地區。該地的面積和人口皆未知。

## 地理
穆爾斯角的座標為39°12′34″N 75°36′20″W / 39.20944°N 75.60556°W，而該地的平均海拔高度為17米（即56英尺）。